# Imunofenotipagem
A imunofenotipagem é uma técnica utilizada para se identificar qual o tipo exato de célula que compõe um determinado tecido, quando há dúvida diagnóstica na análise de biópsias.
Geralmente é uma técnica eleita quando é preciso diferenciar entre células que têm o aspecto físico muito semelhante ao microscópio ótico (microscópio comum), mas que têm moléculas diferentes em sua membrana ou no seu citoplasma, atribuindo-lhes funções diferentes.
Um dos usos freqüentes da imunofenotipagem é, por exemplo, nas suspeitas de leucemia e de linfoma.
Quando as células brancas (linfócitos) são examinados no microscópio comum, o examinador não tem como saber em detalhes se estas células são ou não da mesma família, pois são todas visualmente muito parecidas. O examinador só tem como saber se elas estão ou não estão elevadas em número, mas não tem como saber se são ou não do mesmo tipo.
Para isso, geralmente a imunofenotipagem é utilizada.
É um exame no qual um anticorpo específico para a molécula que o investigador quer pesquisar, já marcada pelo examinador com algum colorante ou com radiação é colocado sobre o fragmento de tecido analisado Caso este anticorpo "grude" na amostra analisada, isso significa que naquele tecido existe a molécula que o pesquisador está procurando.
Para cada molécula testada, há um anticorpo diferente que é utilizado.
Com isso, o pesquisador consegue não só classificar as células que estão no tecido, como também consegue ver se são todas da mesma ´"família" ( no jargão técnico chamadas de monoclonais) ou se são de famílias diferentes ( chamadas de "policlonais").
No caso das leucemias e linfomas, geralmente são encontradas proliferações de células monoclonais.
Caso sejam achadas proliferações policlonais, o diagnóstico de leucemia ou de linfoma torna-se menos provável, sendo mais sugestivo de outras causas inflamatórias.
A imunofenotipagem pode ser aplicada para a pesquisa e diagnósticos mais precisos de inúmeras doenças, incluindo:
- Leucemias
- Linfomas
- Tumores do sistema nervoso
- Histiocitoses
- Granulomatoses
- Doenças hematológicas
- Doenças auto-imunes